# NGC 3809
NGC 3809 في الفهرس العام الجديد، هي مجرة، تقع في كوكبة الدب الأكبر. اكتشفت في 20 أغسطس 1866 بواسطة هاينريش لويس دريست.

## روابط خارجية
- NGC 3809 على موقع ويكي سكاي: DSS2, SDSS, GALEX, IRAS, Hydrogen α, X-Ray, Astrophoto, Sky Map, Articles and images